# Сборная США по нетболу
Сборная США по нетболу представляет США на международных соревнованиях по нетболу. Управляющим органом является Ассоциация нетбола США (англ. United States of America Netball Association, USANA, USA Netball).
По состоянию на 25 июля 2024, сборная США по нетболу занимает 27-е место в мировом рейтинге сборных по нетболу.

## Результаты выступлений

### Чемпионаты мира
| Год        | Место          | Игры           | Победы         | Ничьи          | Поражения      |
| ---------- | -------------- | -------------- | -------------- | -------------- | -------------- |
| 1963—1991  | не участвовали | не участвовали | не участвовали | не участвовали | не участвовали |
| 1995       | 14             | 6              | 1              | 0              | 5              |
| 1999       | 15             | 10             | 1              | 0              | 9              |
| 2003       | 9              | 9              | 4              | 0              | 5              |
| 2007—н. в. | не участвовали | не участвовали | не участвовали | не участвовали | не участвовали |

### Чемпионаты Америки
| Год       | Место          | Игры           | Победы         | Ничьи          | Поражения      |
| --------- | -------------- | -------------- | -------------- | -------------- | -------------- |
| 1997-2008 | не участвовали | не участвовали | не участвовали | не участвовали | не участвовали |
| 2012      | 9              | 8              | 0              | 0              | 8              |
| 2014      | 6              | 6              | 1              | 0              | 5              |
| 2018      | 6              | 7              | 2              | 0              | 5              |